# Annona scandens
Annona scandens är en kirimojaväxtart som beskrevs av Friedrich Ludwig Diels. Annona scandens ingår i släktet annonor, och familjen kirimojaväxter. Inga underarter finns listade i Catalogue of Life.